# Брантгюм
Брантгюм (нід. Brantgum) — село в нідерландській провінції Фрисландія. Входить до муніципалітету Північно-Східна Фрисландія.
Його площа становить 3,59 км², а населення станом на 2021 рік складало 245 осіб.
Перша згадка про населений пункт датується 13-им сторіччям.

## Галерея

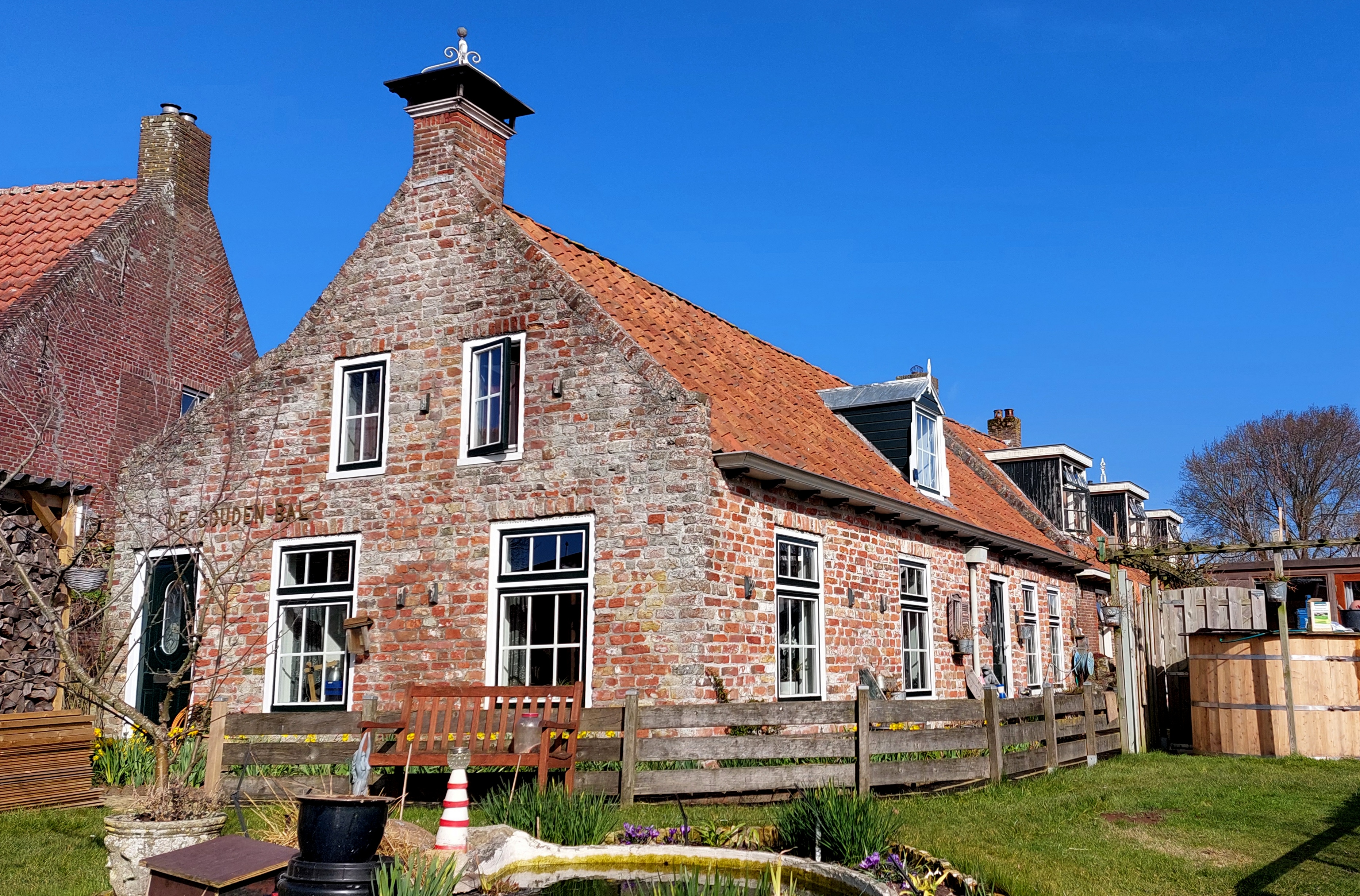
Сільська забудова
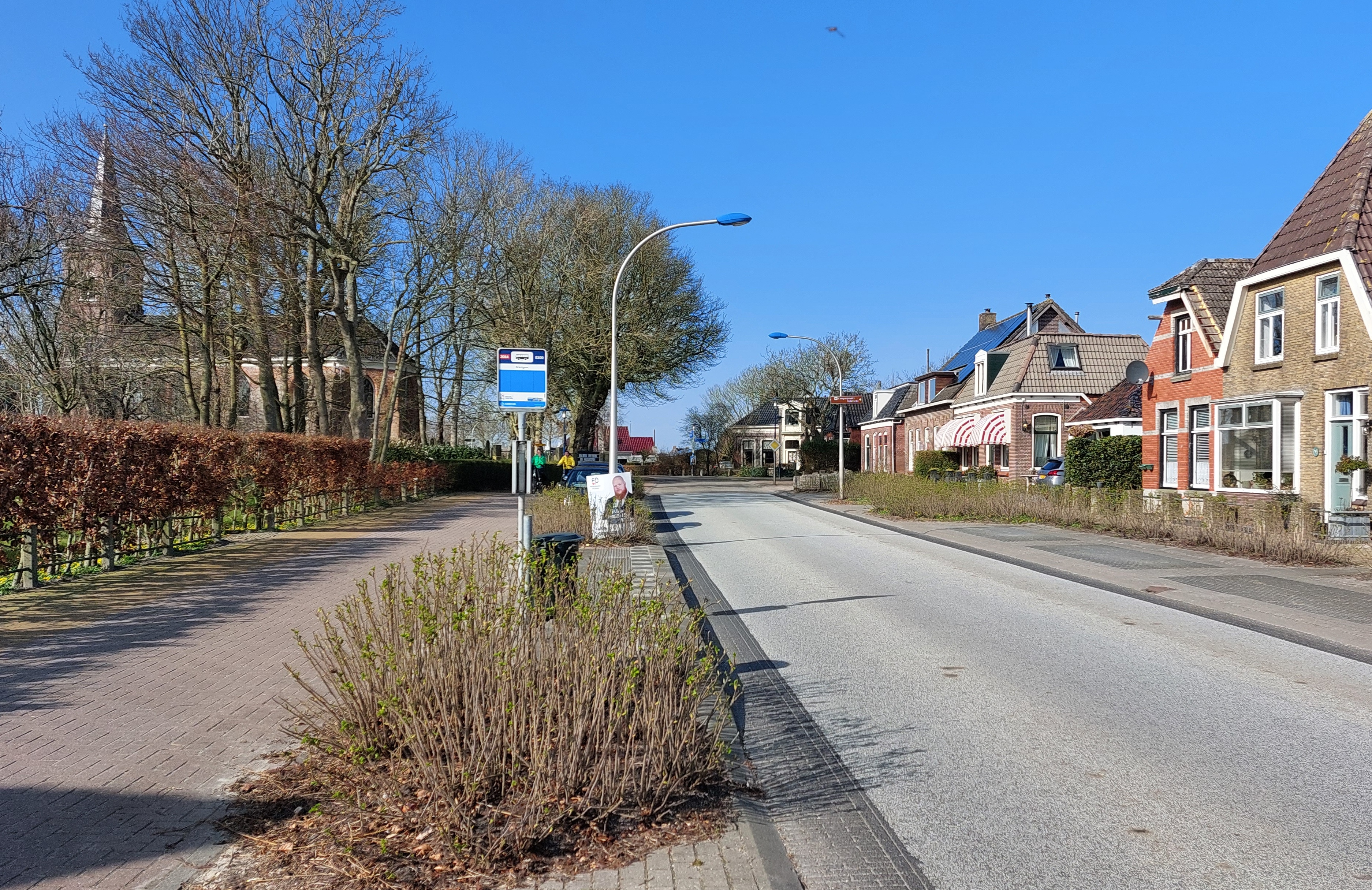
Головна вулиця села
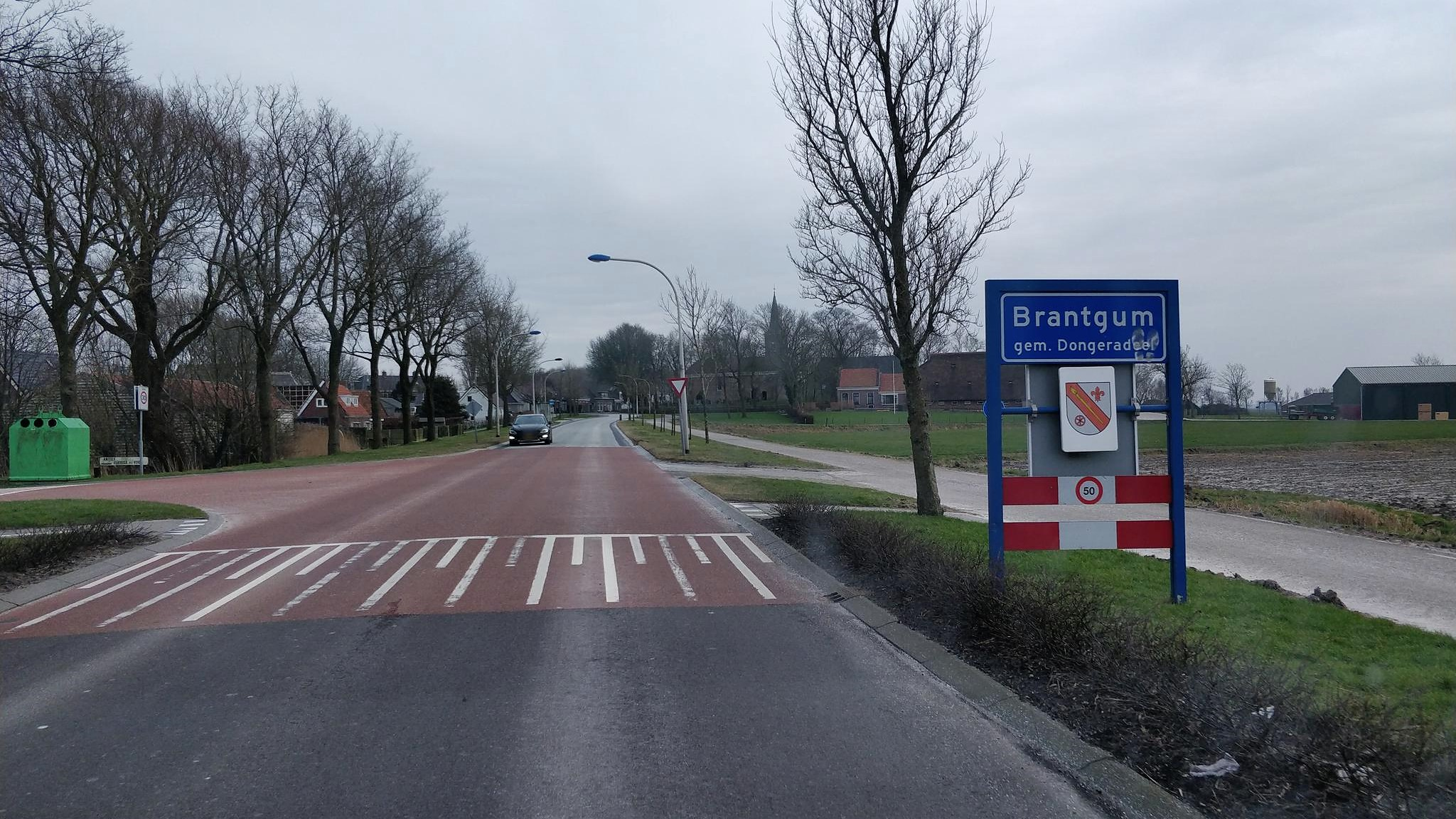
В'їзд до Брантгюма
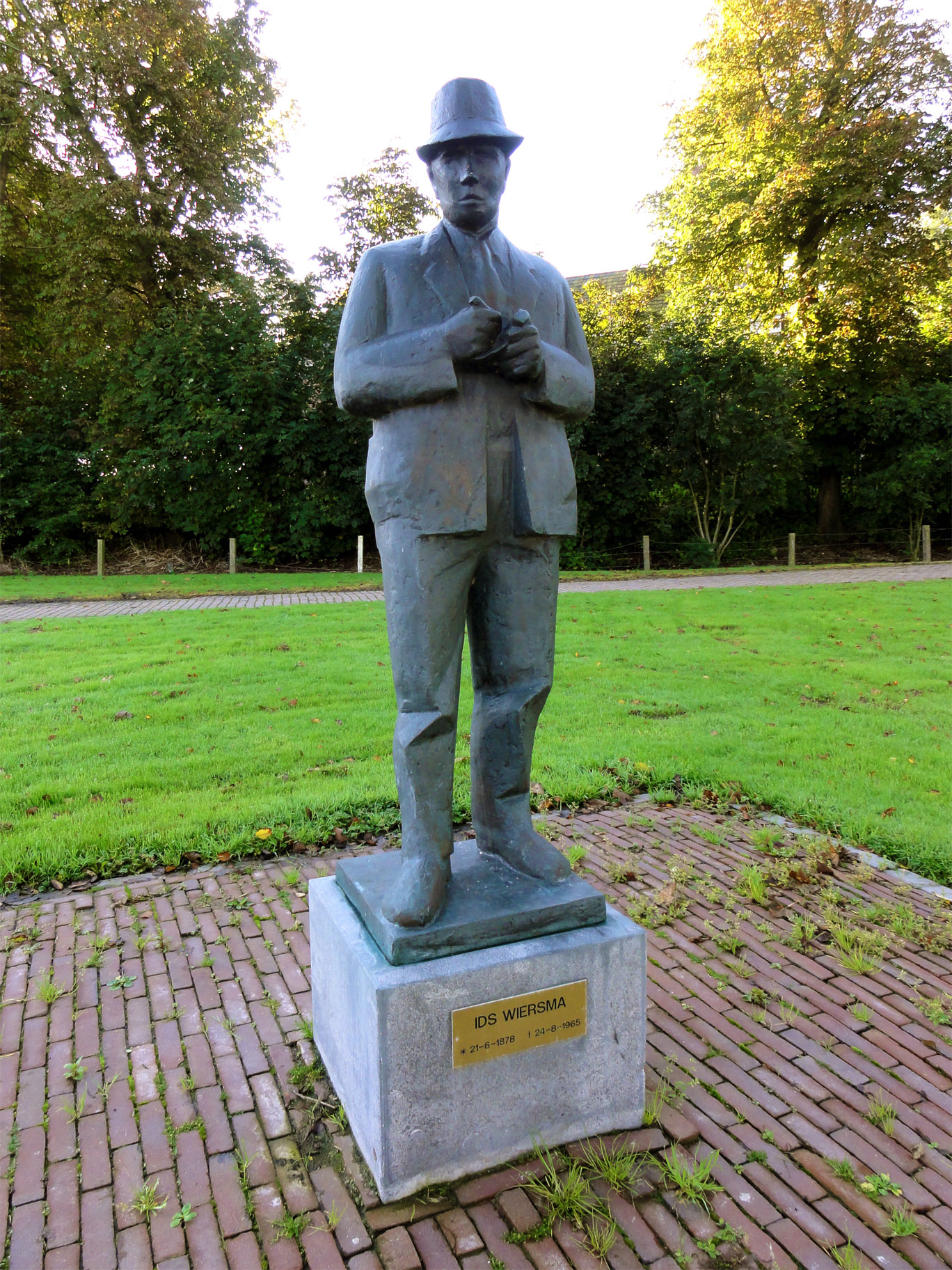
Статуя у селі